# Fabiana Murer

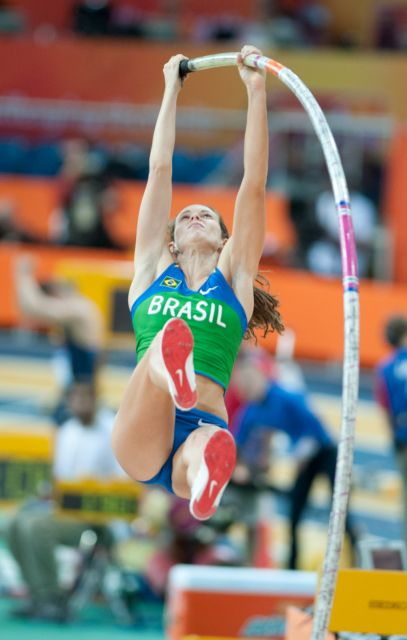
Op weg naar de titel op het WK indoor in 2010.

Fabiana de Almeida Murer (Campinas, 16 maart 1981) is een Braziliaanse polsstokhoogspringster. In deze discipline werd ze zowel in- als outdoor wereldkampioene en voorts Zuid-Amerikaans, Ibero-Amerikaans en Braziliaans kampioene. Ze behoort op dit onderdeel tot de beste atletes ter wereld. Zo is ze al sinds augustus 2006 Zuid-Amerikaans recordhoudster polsstokhoogspringen, aanvankelijk met een hoogte van 4,66 m, sinds 3 juni 2010 zelfs met 4,85.

## Biografie

### Jeugd
Fabiana de Almeida Murer werd geboren in een sportief gezin. Haar moeder is een goed zwemster en doet nog altijd wedstrijden bij de veteranen. Net als Jelena Isinbajeva was haar droom om olympisch turnster te worden, maar vanwege haar lengte kwam dit niet goed uit de verf. Toen haar vader in de krant las dat de atletiekvereniging BM&F Athletics club op zoek was naar nieuwe atleten, moedigde hij haar aan om lid te worden. Hierbij ontmoette ze haar eerste trainer Elson Miranda de Souza, een voormalige Braziliaanse polsstokhoogspringer. Hierover zei ze: "Het was erg moeilijk voor me. Ik was slechts 18 en wist niet hoe te overleven in zo'n grote stad."
Haar eerste succes behaalde Murer in 1998 met het winnen van een gouden medaille op de Zuid-Amerikaanse jeugdkampioenschappen. Dit kampioenschap zou ze de twee volgende jaren opnieuw op haar naam schrijven. Hiermee kwalificeerde ze zich voor de wereldkampioenschappen voor junioren, waar ze al in de kwalificatieronde uitgeschakeld werd met 3,65.

### Senioren
Toen Fabiana Murer overstapte naar de senioren, had ze enige tijd nodig om aan de top te komen. In 2005 nam ze deel aan haar eerste wereldkampioenschappen. Hier sneuvelde ze in de voorrondes met een beste poging van 4,40.
Na met 4,35 te zijn uitgeschakeld op de wereldindoorkampioenschappen in Moskou, ging het bergopwaarts. Bij de Wereldbeker atletiek 2006 en de Memorial Van Damme 2006 won Murer een zilveren medaille. Bij een meeting in Monaco versloeg ze haar Poolse vriendin Monika Pyrek en verbeterde hiermee haar persoonlijke en Zuid-Amerikaanse record naar 4,66. Bijzonder is dat ze tijdens deze wedstrijd een zonnebril droeg. "Een vriendin van me heeft een bedrijf in zonnebrillen. Ze vroeg me er een te dragen toen ik nog geen sponsor had". Het jaar erop won ze een gouden medaille op de Pan-Amerikaanse Spelen in Rio de Janerio. Met een hoogte van 4,60 versloeg ze de Amerikaanse April Steiner (zilver, 4,40) en de Cubaanse Yarisley Garcia (4,30). Op de WK in Osaka datzelfde jaar werd ze zesde.

### Eremetaal en record
In 2008 won Fabiana Murer op de WK indoor in het Spaanse Valencia een bronzen medaille bij het polsstokhoogspringen. Met zowel een persoonlijk als Zuid-Amerikaans indoorrecord van 4,70 eindigde ze achter de Russische wereldrecordhoudster Jelena Isinbajeva (goud) en Amerikaanse indoorkampioene Jennifer Stuczynski (zilver). Op de Olympische Spelen in Peking, later dat jaar, eindigde de Braziliaanse met een tegenvallende 4,45 op een gedeelde tiende plaats.
Een jaar later had Murer op de WK in Berlijn haar kans kunnen grijpen. De gedoodverfde kampioene Jelena Isinbajeva miste immers tot ieders verbijstering haar aanvangshoogte. Fabiana Murer was toen echter al op 4,55 blijven steken, waarna de Poolse Anna Rogowska op 4,75 met de eer en de titel ging strijken.

### Indoorkampioene
Op de WK indoor in Doha in 2010 deed de Braziliaanse niets fout. Terwijl Jelena Isinbajeva opnieuw modderde met haar vorm en uiteindelijk met 4,60 zelfs buiten de medailles bleef, besliste Murer de tweestrijd die daarna tussen haar en de Russin Svetlana Feofanova ontbrandde, in haar voordeel door in één keer over 4,80 te springen. Feofanova had hier twee pogingen voor nodig. Het werd de eerste gouden medaille die ooit door een Braziliaanse op een WK indoor werd gewonnen.
Op de Olympische Spelen van 2012 in Londen sneuvelde ze met 4,50 in de kwalificatieronde. De Olympische Spelen van 2016 in Rio de Janeiro eindigde in een deceptie. In de kwalificatieronde produceerde ze geen enkele geldige poging. Ze was niet de enige atlete die dit overkwam, want Irina Jakaltsevitsj uit Wit-Rusland had precies hetzelfde resultaat in de kwalificatieronde.
Murer woont in de Braziliaanse stad São Paulo. Ze studeerde in 2004 af in fysiotherapie, maar beoefende dit beroep nimmer.

## Titels
- Wereldkampioene polsstokhoogspringen - 2011
- Wereldindoorkampioene polsstokhoogspringen - 2010
- Pan-Amerikaans kampioene polsstokhoogspringen - 2007
- Zuid-Amerikaans kampioene polsstokhoogspringen - 2006, 2007, 2009
- Ibero-Amerikaans kampioene polsstokhoogspringen - 2006, 2010
- Braziliaans kampioene polsstokhoogspringen - 2001, 2005, 2010
- Zuid-Amerikaans jeugdkampioene polsstokhoogspringen - 1998, 1999, 2000

## Persoonlijke records
| Onderdeel                      | Prestatie   | Datum            | Plaats       |
| ------------------------------ | ----------- | ---------------- | ------------ |
| polsstokhoogspringen (outdoor) | 4,85 m (AR) | 4 juni 2010      | San Fernando |
| polsstokhoogspringen (indoor)  | 4,82 m (AR) | 20 februari 2010 | Birmingham   |

## Prestaties

### Kampioenschappen

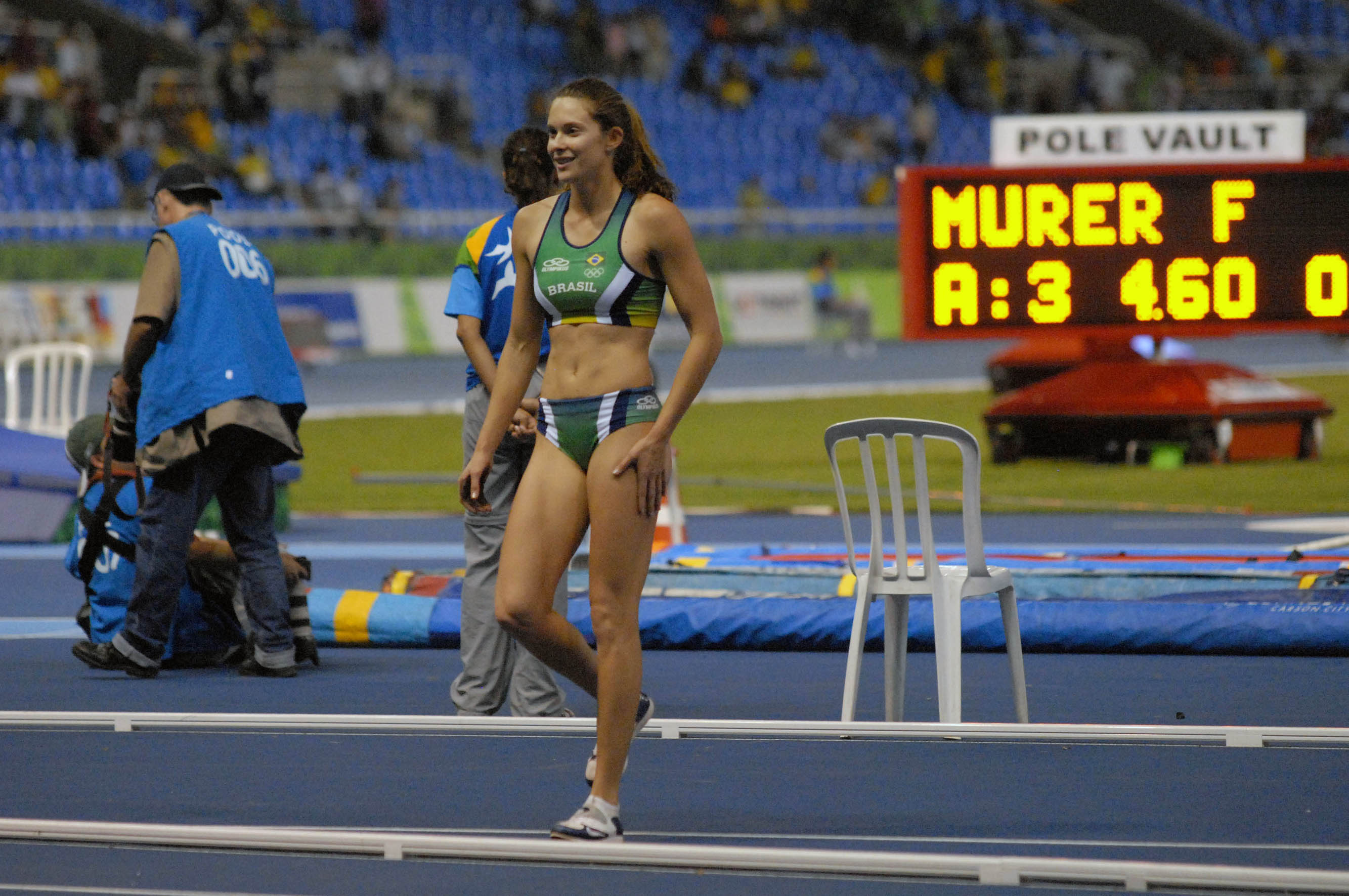
Fabiana Murer tijdens de Pan-Amerikaanse Spelen van 2007.

| Jaar | Wedstrijd                  | Plaats         | Resultaat | Extra       |
| ---- | -------------------------- | -------------- | --------- | ----------- |
| 1999 | Pan-Amerikaanse jeugdkamp. | Tampa          | 2e        | 3,75 m      |
| 1999 | Pan-Amerikaanse Spelen     | Winnipeg       | 9e        | 3,50 m      |
| 2000 | WK U20                     | Santiago       | 10e       | 3,70 m      |
| 2006 | Wereldatletiekfinale       | Stuttgart      | 5e        | 4,50 m      |
| 2006 | Wereldbeker                | Athene         | 2e        | 4,55 m      |
| 2007 | WK                         | Osaka          | 6e        | 4,65 m      |
| 2007 | Pan-Amerikaanse Spelen     | Rio de Janeiro | 1e        | 4,60 m      |
| 2008 | WK indoor                  | Valencia       | 3e        | 4,70 m      |
| 2008 | OS                         | Peking         | 10e       | 4,45 m      |
| 2008 | Wereldatletiekfinale       | Stuttgart      | 6e        | 4,50 m      |
| 2009 | WK                         | Berlijn        | 5e        | 4,55 m      |
| 2010 | WK indoor                  | Doha           | 1e        | 4,80 m      |
| 2011 | WK                         | Daegu          | 1e        | 4,85 m      |
| 2013 | WK                         | Moskou         | 5e        | 4,65 m      |
| 2014 | WK indoor                  | Sopot          | 4e        | 4,70 m      |
| 2015 | WK                         | Peking         | 2e        | 4,85 m      |
| 2016 | OS                         | Rio de Janeiro | 35e       | NM in kwal. |

### Golden League-podiumplekken
| Jaar | Wedstrijd          | Plaats  | Resultaat | Extra  |
| ---- | ------------------ | ------- | --------- | ------ |
| 2006 | Memorial Van Damme | Brussel | 2e        | 4,66 m |
| 2009 | ISTAF              | Berlijn | 3e        | 4,68 m |
| 2009 | Weltklasse Zürich  | Zürich  | 3e        | 4,71 m |

### Diamond League-podiumplekken
| Jaar | Wedstrijd               | Plaats     | Resultaat | Extra  |
| ---- | ----------------------- | ---------- | --------- | ------ |
| 2010 | Golden Gala             | Rome       | 1e        | 4,70 m |
| 2010 | British Grand Prix      | Birmingham | 2e        | 4,61 m |
| 2010 | Herculis                | Monaco     | 1e        | 4,80 m |
| 2010 | DN Galan                | Stockholm  | 3e        | 4,51 m |
| 2010 | Aviva London Grand Prix | Londen     | 1e        | 4,46 m |
| 2010 | Weltklasse Zürich       | Zürich     | 1e        | 4,81 m |
| 2010 | Eindzege Diamond League | nvt        |           | 23 pnt |
| 2011 | Prefontaine Classic     | Eugene     | 3e        | 4,48 m |
| 2011 | Bislett Games           | Oslo       | 1e        | 4,60 m |
| 2011 | British Grand Prix      | Birmingham | 3e        | 4,46 m |
| 2011 | Aviva London Grand Prix | Londen     | 2e        | 4,71 m |
| 2011 | Weltklasse Zürich       | Zürich     | 3e        | 4,62 m |
| 2012 | Prefontaine Classic     | Eugene     | 1e        | 4,63 m |
| 2012 | Adidas Grand Prix       | New York   | 1e        | 4,77 m |
| 2012 | DN Galan                | Stockholm  | 3e        | 4,55 m |
| 2012 | Birmingham Grand Prix   | Birmingham | 3e        | 4,42 m |
| 2012 | Memorial Van Damme      | Brussel    | 2e        | 4,65 m |
| 2013 | Adidas Grand Prix       | New York   | 2e        | 4,53 m |
| 2013 | Sainsbury's Grand Prix  | Birmingham | 2e        | 4,63 m |
| 2013 | London Grand Prix       | Londen     | 3e        | 4,63 m |
| 2013 | DN Galan                | Stockholm  | 3e        | 4,59 m |
| 2013 | Weltklasse Zürich       | Zürich     | 2e        | 4,72 m |
| 2014 | Adidas Grand Prix       | New York   | 1e        | 4,80 m |
| 2014 | Glasgow Grand Prix      | Glasgow    | 1e        | 4,65 m |
| 2014 | Herculis                | Monaco     | 1e        | 4,76 m |

1999 Stacy Dragila · 
2001 Stacy Dragila · 
2003 Svetlana Feofanova · 
2005 Jelena Isinbajeva ·
2007 Jelena Isinbajeva ·
2009 Anna Rogowska ·
2011 Fabiana Murer ·
2013 Jelena Isinbajeva ·
2015 Yarisley Silva ·
2017 Ekaterini Stefanidi ·
2019 Anzjelika Sidorova ·
2022 Katie Nageotte ·
2023 Nina Kennedy & Katie Moon